# 1827 au Nouveau-Brunswick
Chronologie du Nouveau-Brunswick
- 1823
- 1824
- 1825
- 1826
- 1827
- 1828
- 1829
- 1830
- 1831

Cette page concerne des événements d'actualité qui se sont produits durant l'année 1827 dans la province canadienne du Nouveau-Brunswick.

## Événements
- Fin de la 8e législature du Nouveau-Brunswick (en).
- L'américain John Baker déclare la République du Madawaska dans une région ou la frontière entre le Nouveau-Brunswick et le Maine est mal définie.